# Olivier Lenglet
Olivier Lenglet (Saint-Quentin, 20 februari 1960) is een Frans voormalig schermer.

## Carrière
Olivier Lenglet werd met de ploeg wereldkampioen in Rome in 1982 en in Wenen in 1983. Hij won ook zilver met hen in Lyon in 1990 en in Boedapest in 1991. Zijn enige individuele medaille was brons in Sofia in 1986. Hij nam deel aan drie Olympische Spelen: in 1984 nam hij met het team deel aan de gouden medaillewedstrijd, waarin Frankrijk met 5 tegen 8 verloor van het team van de Bondsrepubliek Duitsland. Naast Lenglet wonnen Philippe Boisse, Jean-Michel Henry, Michel Salesse en Philippe Riboud zilver. Hij eindigde de individuele wedstrijd op de 13e plaats. 
Op de Olympische Spelen van 1988 in Seoel bereikte hij met het Franse team ongeslagen opnieuw de finale, waarin Polen met 8:4 werd verslagen. Samen met Frédéric Delpla, Jean-Michel Henry, Philippe Riboud en Éric Srecki wordt Lenglet Olympisch kampioen. Vier jaar later miste hij nipt nog een medaille met het team, hij werd vierde, terwijl hij 17e werd in het enkelspel.

## Resultaten

### Olympische Zomerspelen
| Jaar | Plaats      | Resultaten              |
| ---- | ----------- | ----------------------- |
| 1984 | Los Angeles | 13e degen degen team    |
| 1988 | Seoel       | degen team              |
| 1992 | Barcelona   | 17e degen 4e degen team |

### Wereldkampioenschappen schermen
| Jaar | Plaats    | Resultaten |
| ---- | --------- | ---------- |
| 1982 | Rome      | degen team |
| 1983 | Wenen     | degen team |
| 1986 | Sofia     | degen team |
| 1990 | Lyon      | degen      |
| 1991 | Boedapest | degen team |

1908: Alibert, Berger, Collignon, Gravier, Lippmann, Olivier, Stern ·
1912: H. Anspach, P. Anspach, Hennet, Ochs, Salmon, Willems ·
1920: Allocchio, Bozza, Canova, Costantino, Marrazzi, A. Nadi, N. Nadi, Olivier, Thaon di Revel, Urbani ·
1924:  Buchard, Ducret, Gaudin, Labatut, Liottel, Lippmann, Tainturier ·
1928:  Agostoni, Basletta, M. Bertinetti, Cornaggia-Medici, Minoli, Riccardi ·
1932: Buchard, Cattiau, Jourdant, Piot, Schmetz, Tainturier ·
1936: Brusati, Cornaggia-Medici, E. Mangiarotti, Pezzana, Ragno, Riccardi ·
1948: Artigas, Desprets, Guérin, Huet, Lepage, Pécheux ·
1952: Battaglia, F. Bertinetti, Delfino, D. Mangiarotti, E. Mangiarotti, Pavesi ·
1956: Anglesio, F. Bertinetti, Delfino, E. Mangiarotti, Pavesi, Pellegrino ·
1960: Delfino, E. Mangiarotti, Marini, Pavesi, Pellegrino, Saccaro ·
1964: Bárány, Gábor, Kausz, Kulcsár, Nemere ·
1968: Fenyvesi, Kulcsár, Nagy, Nemere, P. Schmitt ·
1972: Erdős, Fenyvesi, Kulcsár, Osztrics, P. Schmitt ·
1976: Edling, Von Essen, Flodström, Högström, Jacobson ·
1980: Boisse, Gardas, Picot, Riboud, Salesse ·
1984: Borrmann, Fischer, Heer, Nickel, Pusch ·
1988: Delpla, Henry, Lenglet, Riboud, Srecki ·
1992: Borrmann, Felisiak, Proske, Resnitstsjenko, A. Schmitt ·
1996: Cuomo, Mazzoni, Randazzo ·
2000: Mazzoni, Milanoli, Randazzo, Rota ·
2004: Boisse, F. Jeannet, J. Jeannet, Obry ·
2008: F. Jeannet, J. Jeannet, Robeiri ·
2016: Borel, Grumier, Jérent, Lucenay ·
2020: Kano, Minobe, Yamada, Uyama ·
2024: Koch, Andrásfi, Siklósi, Nagy